# Mohammed Suleiman
Mohamed Suleiman (àrab: محمد سليمان, Muḥammad Sulaymān) (Somàlia, 23 de novembre, 1969) és un ex atleta qatarià natural de Somàlia especialista en mig fons.
Amb 18 anys participà en els Jocs Olímpics d'Estiu de 1988 celebrats a Seül (Corea del Sud) en la prova dels 1500 metres, però no arribà a semifinals. El 1991 participà en el Campionat del Món de Tòquio on fou novè. El seu major èxit arribà als Jocs Olímpics d'Estiu de 1992 celebrats a Barcelona (Catalunya), on assolí la medalla de bronze, essent el primer medallista de Qatar. També participà en els Jocs d'Atlanta 1996 i Sydney 2000. Durant la seva carrera assolí diversos rècords d'Àsia en 1500 metres i en la milla.